# Waanyi
Waanyi (též Wanyi, Wanji nebo Waanji) je vymřelý austrálský domorodý jazyk, který vymřel na konci 20. století. Používal ho kmen Waanyi, v oblasti severní hranice Queenslandu a Severního teritoria, na jižním pobřeží Carpentarského zálivu, především u města Doomadgee.
Patří do jazykové rodiny garawanských jazyků. Garawanské jazyky jsou někdy spojovány s velkou jazykovou rodinou pama-nyunganských jazyků (v rámci kontroverzní teorie makro-pama-nyunganských jazyků).
Některá slova a fráze z jazyce waanyi použila v roce 2013 Alexis Wright ve své knize The Swan Book. 